# Pardillana
Pardillana is een geslacht van rechtvleugeligen uit de familie veldsprinkhanen (Acrididae). De wetenschappelijke naam van dit geslacht is voor het eerst geldig gepubliceerd in 1920 door Sjöstedt.

## Soorten
Het geslacht Pardillana omvat de volgende soorten:
- Pardillana ampla Sjöstedt, 1920
- Pardillana dubia Sjöstedt, 1921
- Pardillana exempta Walker, 1870
- Pardillana limbata Stål, 1878